# Агесилай (эфор)
Агесилай (др.-греч. Ἀγησίλαος; III век до н. э.) — спартанский политический деятель, эфор. Представитель царского рода и дядя царя Агиса IV. По одной из версий, был регентом при племяннике. Стал эфором в результате переворота, совершенного царем Агисом IV, и помогал в проведении его реформ. Античные авторы изображали Агесилая как главного виновника провала реформ.

## Биография
Агесилай происходил из спартанского царского рода Еврипонтидов, представители которого выводили своё происхождение от героя Геракла. Отца Агесилая звали Эвдамидом, его сестрой была Агесистрата, жена царя Эвдамида II и мать царя Агиса IV. Скорее всего, мать Агесистраты — Архидамия была также и матерью Агесилая. Историк Альфред Брэдфорд отождествлял отца Агесилая с одноимённым царем Эвдамидом I, таким образом царь Архидам IV был его братом. Однако исследователь Е. Маккуин указывал, что в этой версии есть целый ряд хронологических противоречий. По его мнению, отец Агесилая или принадлежал к боковой ветви династии Еврипонтидов, или был сыном царя Эвдамида I, или был сыном Агесилая, брата царя Агиса III. В последнем случае, Агесилай был назван в честь своего деда.
Агесилай был талантливым оратором, как отметила исследовательница Лариса Печатнова — талантом довольно редким для Спарты. В то же время, Плутарх обвинял его в «развращенности и сребролюбии». Доподлинно ничего не известно о жизни Агесилая до начала реформ Агиса IV. По версии Е. Маккуина, Агесилай был регентом при своём племяннике. Однако, эта гипотеза не нашла поддержки в научном сообществе, Лариса Печатнова указывала, что в источниках Агис IV изображается как самостоятельная фигура.
Согласно Плутарху, Агесилай стал одним из сторонников реформ Агиса IV, откликнувшись на просьбу своего сына Гиппомедонта. Однако истинной причиной, которая побудила Агесилая присоединиться к начинанию племянника, был избыток долгов, от которых он надеялся освободиться с помощью реформ. Агесилай помог склонить на сторону реформаторов мать и бабушку царя, соответственно, свою сестру и мать. Эти женщины были одними из самых богатых землевладельцев в Спарте. Агесистрата сначала выступила против реформ, однако Агесилаю удалось убедить женщину, что это начинание ждёт успех и что оно будет служить общему благу.
Из-за того, что взгляды старейшин разошлись, судьбу реформ должна была решить апелла. Агесилай вместе с другими сторонниками Агиса IV, эфорами Лисандром и Мандроклидом, выступал на народных собраниях с речами в поддержку реформ. Народное собрание поддержало инициативу царя, однако постановление народного собрания — ретру — должна была ещё утвердить герусия. Благодаря деятельности врага реформ — царя Леонида II, ретра была отвергнута с разницей в один голос.
Поняв, что законными способами провести реформу не удастся, Агис IV вместе со своими сторонниками организовал военный переворот. Царь сам назначил новых эфоров, среди которых был его дядя Агесилай, и отстранил от власти царя Леонида II. По мнению Ларисы Печатновой, именно Агесилаю было предписано реализовать ретру Лисандра. Вскоре после переворота из города бежал бывший царь Леонид II, эфор приказал послать за ним убийц, но из-за противодействия царя Агиса IV, Леониду II удалось с дочерью Хилонидой попасть в Тегею.
Получив власть, Агесилай провёл очень необходимую ему реформу по отмене долгов, но при этом он тормозил перераспределение земли. Он был крупным землевладельцем и не хотел потерять свою собственность. Агесилай вместе с другими эфорами смог отправить царя Агиса IV вместе с войском на помощь стратегу Ахейского союза Арату Сикионскому в его борьбе с Этолийским союзом. В отсутствие царя Агесилай начал вести себя беззаконно, согласно Плутарху, он не чурался никакого противозаконного поступка, чтобы только тот давал ему денежную выгоду. Также, Агесилай добился внесения в текущий год тринадцатого месяца с тем, чтобы брать за него дополнительный налог, хотя в том году дополнительный месяц был не нужен. Подобно тиранам, Агесилай окружил себя вооружёнными телохранителями, так как боялся мести обиженных им людей. Он определённо давал понять, что царя Клеомброта II ни во что не ставит, а к Агису IV сохраняет определённую видимость уважения, но скорее, как к своему родственнику, чем как к царю. К тому же он распространял слухи, что останется эфором и на следующий срок, хотя это противоречило спартанским традициям. Именно из-за возмущения поступками Агесилая, оппозиции удалось устроить переворот, вернув власть царю Леониду II. Клеомброт II был осуждён на изгнание, а Агис IV был приговорён к смертной казни. Агесилаю удалось спастись — его тайно вывел из города его сын Гиппомедонт. Согласно исследователю Мильтиаду Михалопулосу, беглец обосновался в Государстве Птолемеев, где его сын служил военачальником.

## Оценки личности
По мнению Плутарха, который следовал Филарху, именно из-за Агесилая реформы царя Агиса IV закончились неудачей. Исследователь Пол Картлэдж считал такую оценку ошибочной. По его мнению, Агесилай не был «злым гением», собственноручно подорвавшим власть и авторитет племянника. В таких половинчатых реформах была заинтересована землевладельческая олигархия, именно она саботировала перераспределение земли. Против перераспределения могли выступить, также, мелкие землевладельцы, которые не хотели делиться своими привилегиями с бывшими маргиналами.
Другую версию предложил историк Карл Юлиус Белох, который считал, что инициатором реформ был именно Агесилай, а Агис IV был, лишь, его марионеткой. Исследователь видел в реформах борьбу двух групп состоятельных спартанцев: должников, преимущественно крупных землевладельцев, и их кредиторов-капиталистов. Е. Маккуин не соглашался с этой гипотезой, указывая на то, что Агесилай стал сторонником реформ значительно позже их начала.

## В культуре
Ирландский драматург Томас Саутерн, по мотивам повествования Плутарха о жизни Агиса IV, написал трагедию «Спартанская дама». Хотя, автор начал работать над пьесой в 1687 году, впервые она была поставлена в 1719 году на сцене театра Друри-Лейн; роль эфора Агесилая сыграл актёр Джон Кори.

### Комментарий
1. ↑  У древних греков существовал восьмилетний цикл -  октатерий. Согласно ему, в третий, пятый и восьмой год добавлялся дополнительный месяц
2. ↑  В постановке его звали Агесилием